# Teoria dos números

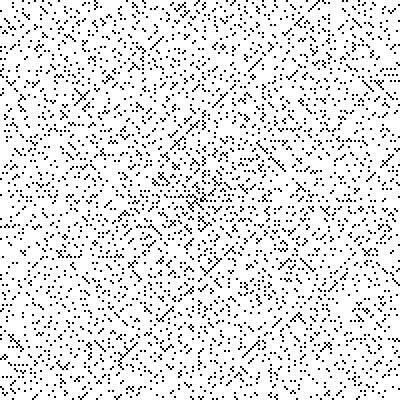
Quando arranjamos os números naturais em uma espiral e destacamos os números primos, observamos um intrigante e não totalmente explicado padrão, chamado espiral de Ulam.

A teoria dos números é o ramo da matemática pura que estuda propriedades dos números em geral, e em particular dos números inteiros, bem como a larga classe de problemas que surge no seu estudo.

## História

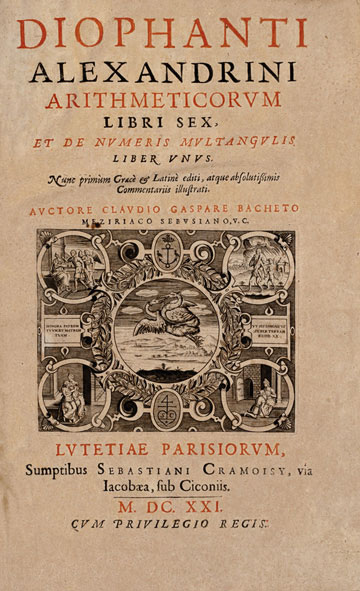
A teoria de números deriva-se da antiga aritmética grega de Diofanto.

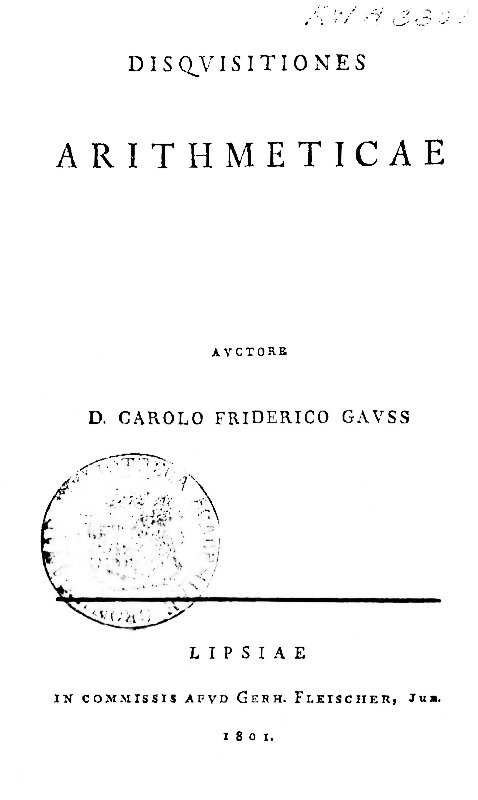
Primeira edição de Disquisitiones Arithmeticae, de Carl Friedrich Gauss.

### Alvorecer da aritmética
A primeira descoberta histórica de natureza aritmética é um fragmento de uma tabela: a tábua de argila quebrada Plimpton 322 (Larsa, Mesopotâmia, cerca de 1800 a.C.) contém uma lista de "ternos pitagóricos", ou seja, inteiros {\displaystyle \scriptstyle (a,b,c)} tais que {\displaystyle \scriptstyle a^{2}+b^{2}=c^{2}}.
Os ternos são muitos e bastante elevados para terem sido obtidos pela força bruta. A posição sobre a primeira coluna diz: "O takiltum da diagonal que foi subtraído de tal forma que a largura ..."

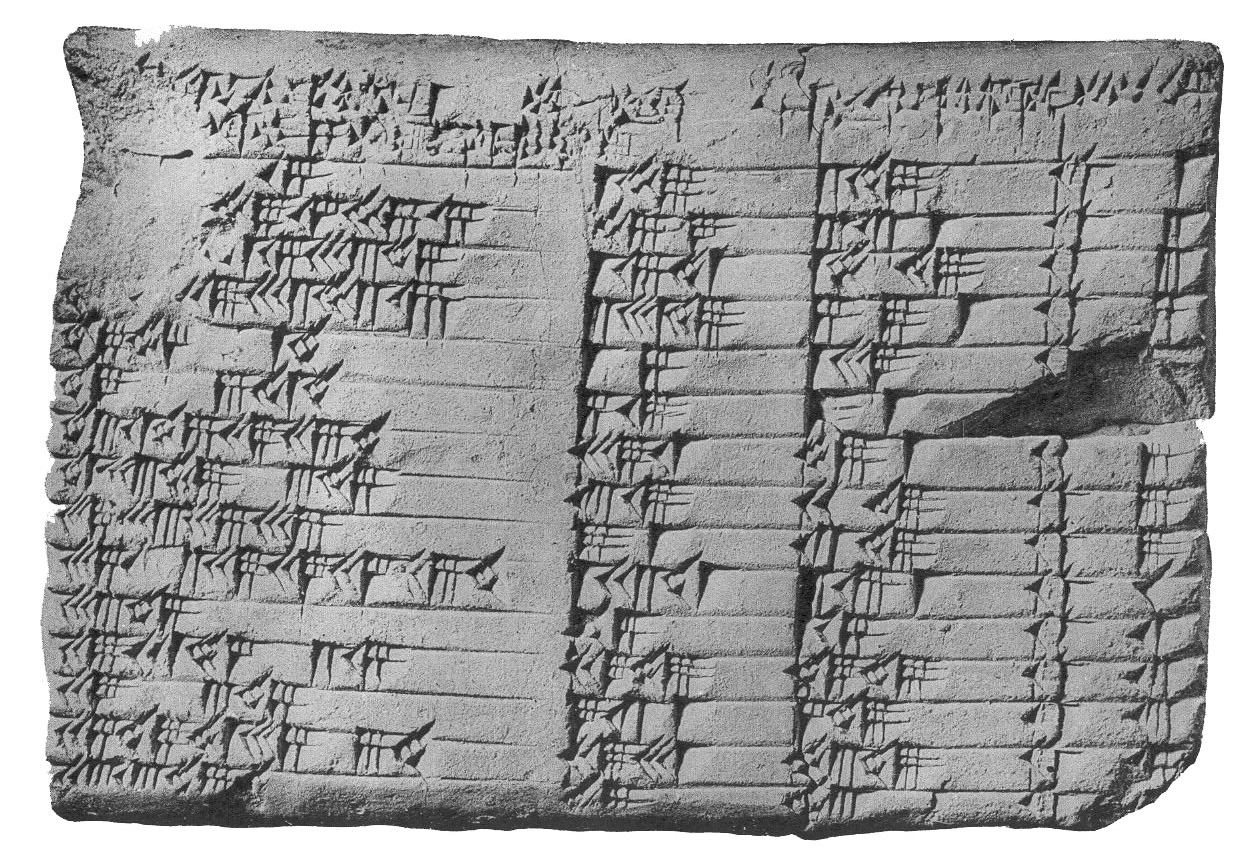
A tábua Plimpton 322

O layout da tabela sugere que foi construída por meio do que equivale, na linguagem moderna, à identidade
que está implícita nos exercícios rotineiros dos antigos babilônios. Se algum outro método foi utilizado, os ternos foram inicialmente construídos e depois reordenados por {\displaystyle c/a}, presumivelmente para uso real como uma "tabela", ou seja, com vista às suas aplicações.
Nós não sabemos o que essas aplicações podem ter sido, ou se poderia ter havido qualquer uma; a astronomia babilônica, por exemplo, realmente floresceu só mais tarde. Tem sido sugerido, ao invés disso, que a tabela fosse uma fonte de exemplos numéricos para problemas escolares.

### Características

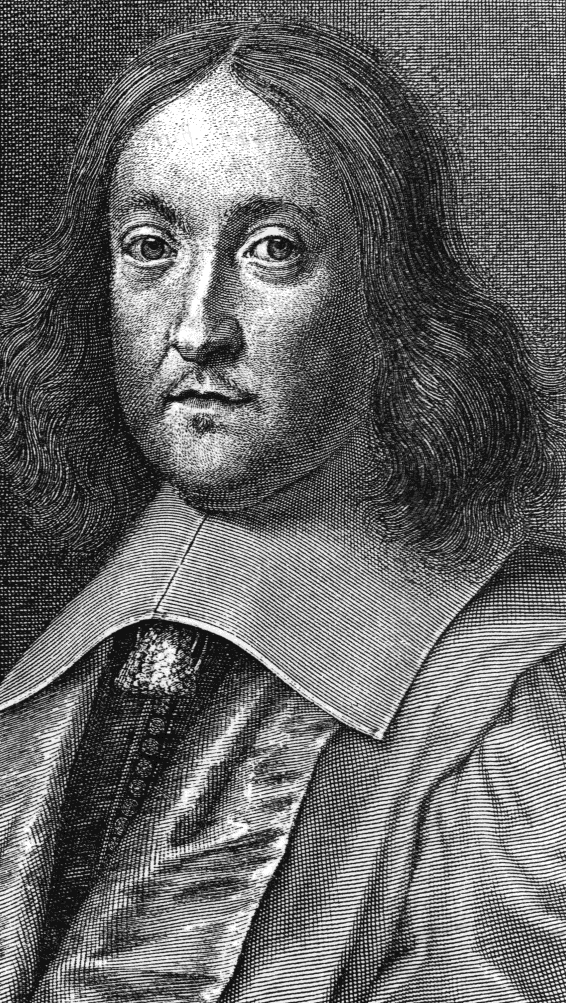
Pierre de Fermat, um dos mais famosos teoristas dos números.

O termo “aritmética” é também utilizado para se referir à teoria dos números. Esse é um termo antigo, que não é mais tão popular como já foi. A teoria dos números foi também chamada de aritmética superior, mas esse termo também caiu em desuso. Entretanto, esse termo ainda aparece nos nomes de objetos matemáticos relacionados (funções aritméticas, aritmética de curvas elípticas, teorema fundamental da aritmética). Esse sentido do termo aritmética não deve ser confundido ou com aritmética elementar, ou com o ramo da lógica que estuda aritmética de Peano como um sistema formal. Os matemáticos que trabalham na área de teoria dos números são chamados teoristas dos números.
Tradicionalmente, a teoria dos números é o ramo da matemática pura que se preocupa com as propriedades dos números inteiros e que envolve muitos problemas que são facilmente compreendidos mesmo por pessoas sem grandes conhecimentos matemáticos. A disciplina veio a ocupar-se com uma classe mais vasta de problemas que surgiram naturalmente do estudo dos números inteiros.

### Subdivisões
A teoria dos números pode ser subdividida em vários campos, de acordo com os métodos que são usados e das questões que são investigadas, a saber:
- Teoria elementar dos números: utiliza somente os métodos elementares da aritmética para a verificação e comprovação das propriedades essenciais do conjunto dos números inteiros e em particular as propriedades dos números primos;
- Teoria analítica dos números: utiliza a análise real e análise complexa, especialmente para estudar as propriedades dos números primos;
- Teoria algébrica dos números: utiliza álgebra abstrata e estuda os números algébricos;
- Teoria geométrica dos números: utiliza métodos geométricos, algébricos e analíticos.
- Teoria transcendente dos números, utiliza a análise real, análise complexa e um pouco de álgebra abstrata para estudar os números transcendentes

## Sobre a teoria elementar dos números
Normalmente, o primeiro contacto com a teoria dos números é por meio da teoria elementar dos números. Através desta disciplina podem ser introduzidas propriedades bastante interessantes e notáveis dos números inteiros, mas, que ao serem propostas como questões a serem resolvidas, ou teoremas a serem provados, são geralmente de difícil solução ou comprovação. Estas questões estão ligadas basicamente a três tipos de pesquisas, a saber:
1. Estudos específicos sobre as propriedades dos números primos;
2. Estudos envolvendo a pesquisa de algoritmos eficientes para a aritmética básica;
3. Estudos sobre a resolução de equações diofantinas.

Estas questões directamente ligadas ao estudo do conjunto dos números inteiros e o seu subconjunto: o conjunto dos números naturais.
A título de ilustração, alguns dos muitos problemas que podem ser focalizados nestas três áreas da teoria elementar dos números são, a seguir, rapidamente comentados.

## Propriedades dos números primos

### Teorema de Euclides
"Existe uma quantidade infinita de números primos."
Euclides demonstrou este teorema da seguinte forma: sabe-se que os números inteiros são primos ou múltiplos de primos. Isso é facilmente verificado quando factorizamos um número inteiro em números primos. Exs: 8 = 2*2*2; 10 = 5*2; 42 = 3*2*7. (lembrando que 2, 3, 5 e 7 são inteiros primos).
Para um número inteiro qualquer "M" temos a sua decomposição em factores primos (fatoração ou factorização) da seguinte forma: (P' * P" * P"' * ...), onde P é um número primo qualquer que faz parte de sua factorização. E sabe-se que nenhum dos números primos que compõem a factorização de M, integram a factorização de M+1. Isso significa que dois números inteiros consecutivos possuem factorizações totalmente diferentes.
A jogada de mestre de Euclides foi que:
Suponhamos que os números primos sejam finitos. Então existe um número hipotético X cuja decomposição em factores primos é a multiplicação de todos os primos existentes (P' * P" * P"' * ...). Sendo assim o número seguinte X+1 não possui na sua factorização nenhum dos primos citados na decomposição em factores do seu antecessor X. Logo X+1 é outro primo ou múltiplo de um primo que não está na lista de primos.
Assim, Euclides provou por 'Absurdo' que o conjunto dos números primos é infinito.

### Conjectura de Goldbach
"Pode-se exprimir os números pares, maiores que 4, como a soma de dois números primos?"
Esta é a denominada Conjectura de Goldbach, formulada em 1746 e até hoje não provada, apesar de ter sido verificada para números da ordem de {\displaystyle 4\cdot 10^{14}}.
Quantos números primos terminam com o dígito 7? Seriam infinitos?
São 664579 os números primos menores que 10 milhões, sendo que os números primos que terminam em  1, 3, 7 e 9 respectivamente são 166104, 166230, 166211 e 166032, isto corresponde a 24.99%, 25.01%, 25.01% e 24.98% deste total de números. O que isto sugere?
Há infinitos pares de números denominados primos gêmeos: números primos que diferem um do outro de apenas duas unidades, como (3 ; 5), (71 ; 73) ou (1000000007; 1000000009)?

## Algoritmos eficientes para a aritmética básica
Muitas das modernas aplicações que estão a ser levadas a efeito no campo da criptografia dependem de algumas das propriedades dos números inteiros e dos números primos. No entanto, as aplicações aritméticas envolvendo as propriedades dos números inteiros estão directamente relacionadas com a capacidade de se resolver dois problemas fundamentais:
1. o problema do teste para verificar se o número é primo;
2. o problema da decomposição em factores primos.

Aparentemente são problemas de simples solução, até que passem a envolver numerais com dezenas e até centenas de dígitos.